# Срочный рынок
Сро́чный ры́нок (то есть рынок со сроками) — это рынок деривативов, то есть производных финансовых инструментов, на котором происходит заключение контрактов со сроками истечения — форвардов, фьючерсов, опционов, свопов.
Срочные валютные сделки — операции по купле-продаже валют на условиях договорённости сторон по их поставке и зачислению на счёт контрагента в период, превышающий 2 рабочих дня с момента заключения сделки, но по курсу, зафиксированному в момент заключения.
Срочный рынок может быть как биржевым (то есть стандаритизированным биржей, например — рынок фьючерсов), так и внебиржевым (рынок, на котором заключаются форвардные контракты).
На биржевом срочном рынке обращаются биржевые контракты, стандартизованные биржей.